# Patricia Engel
Patricia Engel (* 1961 in Allentsteig) ist eine österreichische Restauratorin. Ihr Schwerpunkt liegt in der Restaurierung von Kulturgut aus Papier, insbesondere von historischen Büchern, Graphiken, Karten und Globen.

## Leben und Wirken
Patricia Engel studierte an der Meisterschule für Konservierung und Technologie der Akademie der bildenden Künste in Wien und an der Hochschule für Bildende Künste in Dresden, wo sie den Studiengang Konservierung und Restaurierung von Kunst- und Kulturgut belegte. Sie schloss 1984 an der Wiener Akademie mit dem Magister ab. Danach arbeitete sie bis 1988 als Restauratorin an der Österreichischen Nationalbibliothek in Wien, wo sie unter anderem in der Kartensammlung und im Globenmuseum tätig war sowie bei der restauratorischen Gesamtkonzeption des neuen Globenmuseums mitwirkte.
1988 übersiedelte Engel nach West-Berlin, wo sie in der Restaurierungsabteilung der Staatsbibliothek Preußischer Kulturbesitz arbeitete und sich unter anderem mit der Restaurierung von Graphiken, Plakaten und Büchern befasste. Ab 1989 wurde sie freiberuflich als Restauratorin tätig und übernahm Aufträge von verschiedenen Kirchen und Museen in Deutschland und Österreich. Unter anderem wirkte sie 1991 als Kursassistentin beim zweimonatigen ICCROM Paper Conservation Course in der niederösterreichischen Stadt Horn mit.
Im Jahr 1992 begann eine Zusammenarbeit mit dem österreichischen Bundesdenkmalamt sowie weiteren Museen und Bibliotheken in Deutschland und Österreich. In den Jahren 1996, 1997, 2000 und 2008 hatte sie Lehraufträge zu den Themen „Restaurierung von Landkarten“ und „Globenrestaurierung“ in der Schweizer Fortbildungseinrichtung centro del bel libro in Ascona.
Im Jahr 2000 kam Engel im Rahmen einer kommissarischen Verwaltungsprofessur an die HAWK Fachhochschule Hildesheim/Holzminden/Göttingen. Am Fachhochschul-Standort Hildesheim baute sie gemeinsam mit mehreren Werkstattleiterinnen die neu angebotene Studienrichtung „Konservierung und Restaurierung von Buch und Papier“ auf und leitete diese bis 2008. Sie lehrte an der HAWK die Fächer „Restaurierung von Buch und Papier“ und „Historische Techniken“ und setzte sich unter anderem für Kooperationen mit der belgischen Koninklijke Academie voor Schone Kunsten in Antwerpen, der Königlich Dänischen Kunstakademie in Kopenhagen, mit dem armenischen Matenadaran-Institut in Jerewan, mit der Bundesanstalt für Materialforschung und -prüfung in Berlin und dem österreichischen Forschungszentrum Vestigia in Graz ein.
Im Jahr 2002 wirkte Engel bei der Produktion eines Lehrvideos für Bibliothekare und Bücherliebhaber mit dem Titel Vom Umgang mit alten Büchern mit. Der Lehrfilm wurde erstmals im August 2002 in der Hildesheimer Dombibliothek öffentlich präsentiert, wo auch ein Teil der Dreharbeiten erfolgte. Eine von ihr mit betriebene gemeinsame Forschung des HAWK-Fachbereichs „Konservierung und Restaurierung“ und der Hildesheimer Dombibliothek förderte  bei einer wertvollen Reichenauer Handschrift des frühen 11. Jahrhunderts aus dem Museumsbesitz ein bedeutsames historisches Detail zutage, was 2007 in Fachkreisen auf Interesse stieß. Engel, die zu den wenigen in der Restaurierung von Globen erfahrenen Restauratoren gehört, entwickelte für die Fachhochschule Hildesheim auch einen E-Learning Kurs zum Thema Globenrestaurierung, wobei sie mit Michael Højlund Rasmussen vom Conservation Centre Vejle in Dänemark kooperierte.
Nachdem Engel zunächst 2005 ihre Dissertation an der Staatlichen Akademie der Bildenden Künste in Stuttgart angemeldet hatte, wurde sie dann 2007 an der Akademie der Schönen Künste (Akademia Sztuk Pięknych) in Warschau promoviert. Seit Beendigung ihrer Hildesheimer Verwaltungsprofessur war Engel wieder als freiberufliche Restauratorin tätig; unter anderem restaurierte sie Ende 2008 für die niederösterreichische Stadt Zwettl eine wertvolle Urkunde von 1521. 2010 wurde sie wissenschaftliche Leiterin des neugegründeten European Research Centre for Book and Paper Conservation-Restoration in Horn. 2014 übersiedelte sie mit dieser Forschungstätigkeit an die Donau-Universität Krems.
Engel engagiert sich in der Konservierung, Restaurierung und Bestandserhaltung von historisch wertvollen Kulturgütern aus Papier wie Bücher, Karten und Globen. Dabei setzt sie auf „mehr Prävention“ und „weniger Intervention“, sie spricht sich dabei für „Minimalintervention“ aus. Der Fachreferent Reinhard Feldmann, zugleich Leiter der Hauptabteilung „Handschriften, Historische Bestände, Bestandserhaltung“ der Universitäts- und Landesbibliothek Münster, zählt Patricia Engel neben Christian Beintker und Gerd Brinkhus zu den „führenden Restaurierungsfachleuten“.

## Auszeichnungen
- 2017: Liese-Prokop-Frauenpreis[14]

## Schriften (Auswahl)
Dissertation
- Strategia podejmowania decyzji konserwatorskich w procesie identyfikacji i konserwacji historycznych śladów uauwania pisma (tekstu) w rękopisach (I–XV wiek) – Na przykładzie konserwacji – restauracji „Ratmann Sakramentary“ z kolekcji Skarbów Hildesheim. Dissertation Warschau 2007 (unpubliziert).

Herausgeberschaft
- Research in book and paper conservation in Europe: a state of the art, ed. by Patricia Engel. Horn, Wien. 2009. 327 S. ISBN 978-3-85028-490-5
- New Approaches to Book and Paper Conservation - Restoration, edited by Patricia Engel, Joseph Schirò, René Larsen, Elissaveta Moussakova and Istvan Kecskeméti, Berger Verlag, Horn, 2011

Aufsätze
- Preservation of leather wall coverings in Jever castle – university participation in an interdisciplinary project.  In:  R. Kozlowski, M. Chapuis, M. Dradcky, R. Drewello, J. Leissner, P. Redol und J. Vallet (Hrsg.): Proceedings of the 5th EC Conference „Cultural Heritage Research“. A Pan-European Challenge. 16. bis 18. Mai 2002, Krakau, S. 195–196.
- mit Laura Nuvoloni, Patrick Mc Bride: Vorbeugender Insektenschutz in denkmalgeschützten Bibliotheksräumen. In: Restauratorenblätter. 14, 1994, S. 57–59.
- mit Laura Nuvoloni, Patrick Mc Bride: Stickstoff zur Bekämpfung von Buchschädlingen. In: Restauratorenblätter. 14, 1994, S. 61–63.
- Testserie von UV-Schutzfolien. In: Restauratorenblätter. 15, 1995, S. 11–12.
- mit Gayane Eliazyan, Wolfgang Schwahn, Barbara Rittmeier, Elisabetta Tondo, Oleg Filippov: Armenische Tinten – Armenische Handschriften. In: Restauro. 5, 2005, S. 332–334.
- mit Wolfgang Schwahn: Das Armenische Buch: Prototyp. In: Handes Amsorya. Zeitschrift für Armenische Philologie. Heft 1–12, 2005, S. 449–455.
- mit Gayane Eliazyan: Ink manufacturing methods used in ancient Armenia – Revisiting the problem of iron gall ink corrosion in the light of some new materials on the ink composition. In: Biuletyn Informacyjny Konserwatorów Dzieł Sztuki. Vol. 17, Nr. 1–2, 2006, S. 94–112.
- mit K. Lußky, S. Pentzien, J. Krüger: Analyse häufig verwendeter europäischer Papiere. Im Fokus: Fasermaterial, Füllstoffe und Leimung. In: Restauro. 7, 2007, S. 472.
- Restaurierungstheorien, restauratorische Erkenntnistheorien und restauratorische Entscheidungsfindung. Als Beispiel die Retusche in der Buch- und Papierrestaurierung. In: Restauro. 2, 2009, S. 102–106.
- mit Bernhard Gallistl: Die Reichenauer Handschriften der Dombibliothek Hildesheim und der Herzog August Bibliothek Wolfenbüttel im Vergleich. In: Wolfenbütteler Beiträge 15, 2009, S. 129–178.
- Die Bedeutung alter Texte zur Globenherstellung, dargelegt am Beispiel der Restaurierung des „Schrester - Jüttner - Globus“ der Österreichischen Nationalbibliothek. In: Der Globusfreund, Wissenschaftliche Zeitschrift für Globenkunde 55/56, 2007/08 (2009), S. 173–189.
- Digital Images: A Valuable Scholar's Tool Or Misleading Material? in Advances on Information Processing and Management. International Conference on Integrated Information (IC-ININFO) 2011 Kos, Greece 2011 pp. 272–276
- mit Myriam Krutzsch, Claudia Näser: Conservation - Restoration of Nubian Leather Finds from the 11th Century. Contribution for PERGAMIN I SKÓRA - badania, konserwacja - restauracja, rzemiosło, in Parchment and Leather Heritage Conservation-Restoration, ed. Elżbieta Jabłońska, Tomasz Kozielec, Toruń 2012, pp. 179–197
- Books Convey not only Knowledge, but also Beauty. (Electronical publication).
- метод борьбы с кислотной чернильной коррозией в переплетенных книгах, Лики Памяти: Новейшие технологии сохранения и восстановления рукописного и печатного наследия: сборник статей., Редакторы: Ара Хзмалян (кандидат искусствоведения), Гаяне Элиазян (кандидат химических наук), Мариам Есаян, Ереван, Наири 2012.

Berichte und Diskussionsbeiträge
- FH Hildesheim/Holzminden/Göttingen, Studiengang Restaurierung, Studienrichtung Buch und Papier. In: Papierrestaurierung. 1, 2000, S. 13.
- Globenrestaurierung an der Fachhochschule Hildesheim/Holzminden/Göttingen. In: News der Internationalen Coronelli-Gesellschaft für Globenkunde. 2001, S. 15–16.
- Weniger ist mehr: Gedanken zur Minimalintervention am Buch. In: Papierrestaurierung. 4, 2003, S. 35–36.
- The Department of Book and Paper Conservation. Insight in lecturing. In: Biuletyn Informacyjny Konserwatorów Dzieł Sztuki. 16,  Nr. 1, 2005, S. 84–88.

Lehrfilm
- 2002: Vom Umgang mit alten Büchern: konkret gezeigt an der Dombibliothek Hildesheim. Lehrvideo; Mitwirkung bei der Produktion; Regisseur: Max Görgen[7][15]